# Teterow
Teterow, Bergringstadt – miasto w północno-wschodnich Niemczech, w kraju związkowym Meklemburgia-Pomorze Przednie, w powiecie Rostock, siedziba urzędu Mecklenburgische Schweiz. W 2018 roku liczyło 8470 mieszkańców. Leży w historycznej Meklemburgii.

## Toponimia
Nazwa pochodzenia połabskiego, od teterew „cietrzew”. Na język polski tłumaczona jako Ciecierów.

## Historia

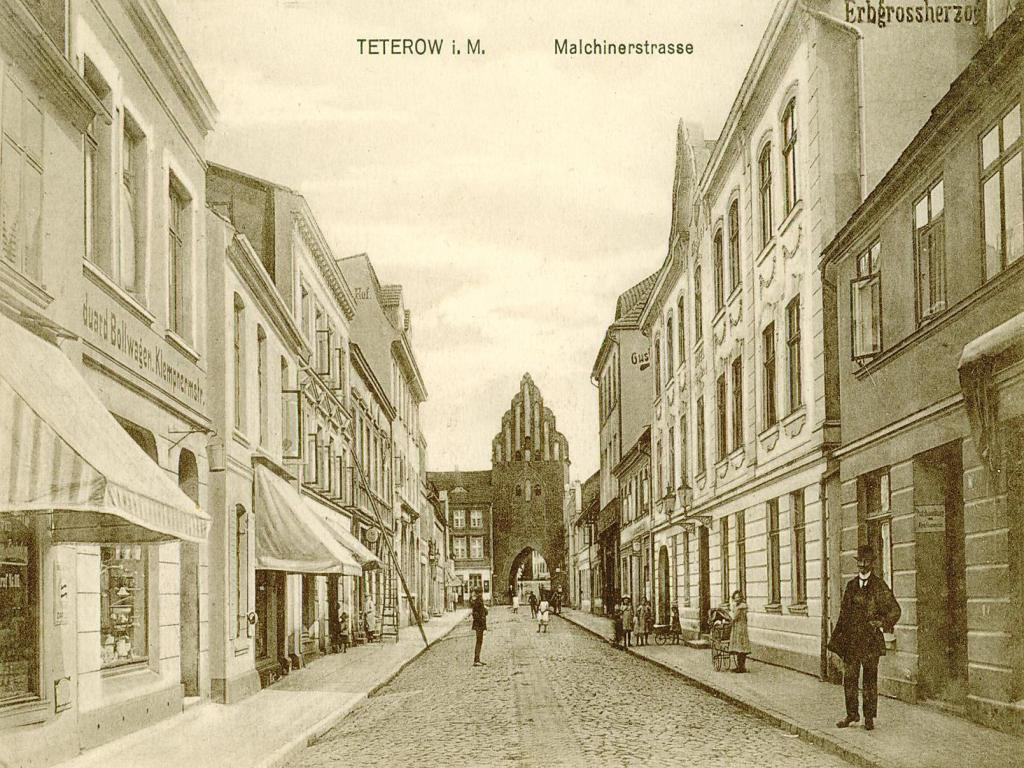
Teterow na dawnej widokówce

Obszar zamieszkiwany przez Wieletów od wczesnego średniowiecza. Dzisiejszy Teterow był głównym ośrodkiem słowiańskiego plemienia Czrezpienian. W IX wieku na wyspie na jeziorze wzniesiono gród słowiański. Mieściła się tu siedziba plemienna oraz prawdopodobnie miejsce kultu. Przy grodzie wyrosła osada targowa. W późniejszym okresie stała się obiektem zatargów pomiędzy Obodrytami, Pomorzanami i Duńczykami. W XI i XII wieku miejscowość trafiła parokrotnie pod panowanie duńskie, po czym ostatecznie przypadła Obodrytom i została częścią księstwa Werle.
W 1235 miejscowość otrzymała prawa miejskie. W późnym średniowieczu zbudowano gotyckie kościoły św. św. Piotra i Pawła i Mariacki oraz mury miejskie z trzema bramami, z których jedna została rozebrana w XIX wieku a pozostałe dwie zachowały się. W 1436 miasto zostało częścią Meklemburgii. Około 1525 do miasta dotarła reformacja. W XVI w. dochodziło do walk pomiędzy katolikami a protestantami, były ofiary śmiertelne. Wiele dzieł sztuki (obrazy, ołtarze) w kościołach św. św. Piotra i Pawła oraz Mariackim uległo zniszczeniu. W 1591 rozebrano zniszczony kościół mariacki. Miasto ucierpiało także w czasie wojny trzydziestoletniej (1618-1648). W 1632 miał miejsce pożar miasta. Liczba mieszkańców spadła w wyniku wojny z 1800 do 300. W 1871 wraz z Meklemburgią miasto znalazło się w składzie Cesarstwa Niemieckiego. Pomiędzy 1949 a 1990 w granicach NRD.

## Zabytki
- Kościół św. św. Piotra i Pawła (gotycki)
- Brama Rostocka (Rostocker Tor)
- Brama Malchińska (Malchiner Tor)
- Ratusz
- Fontanna z 1914 na rynku
- Młyn wodny
- Dworzec kolejowy
- Kolejowa wieża ciśnień
- Gmach poczty
- Gmach dawnego sądu
- Spichlerze
- Stare kamienice i domy

Wybrane zabytki:
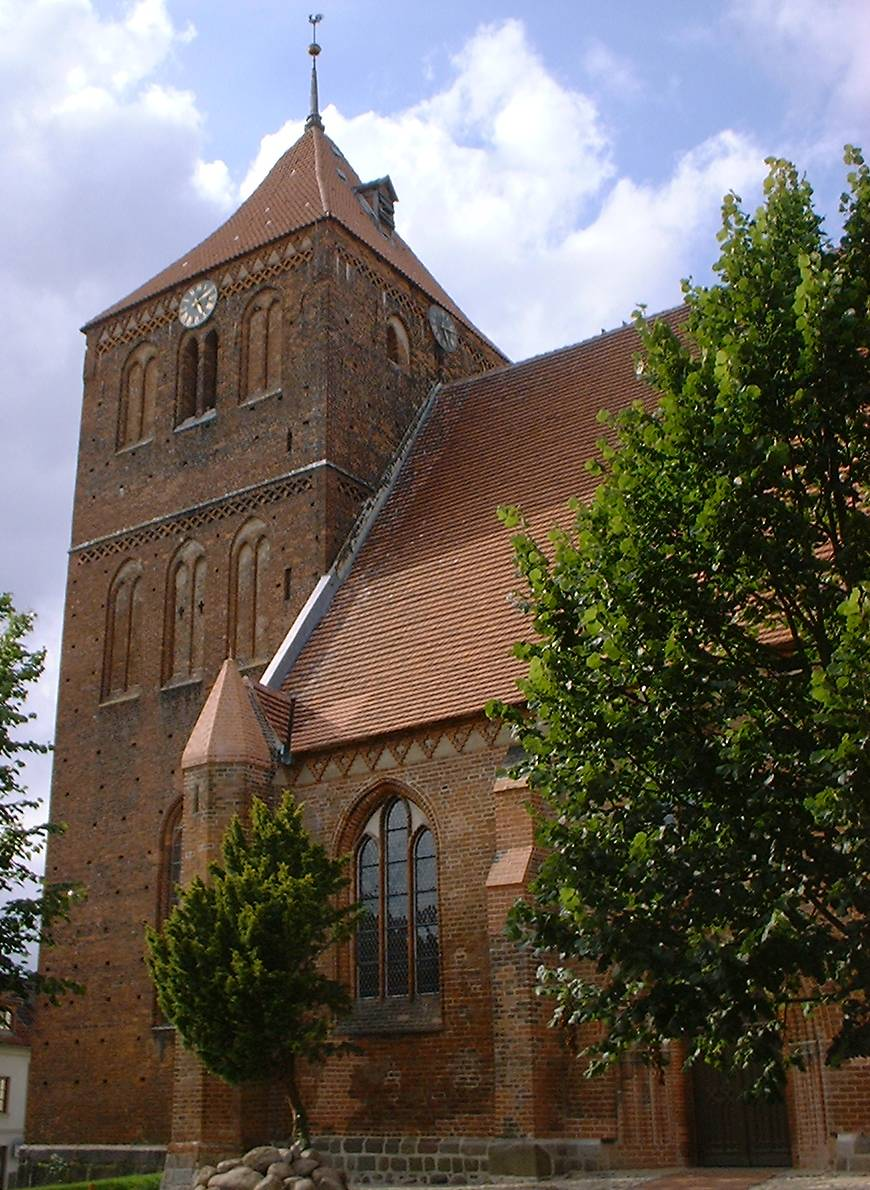
Kościół św. św. Piotra i Pawła
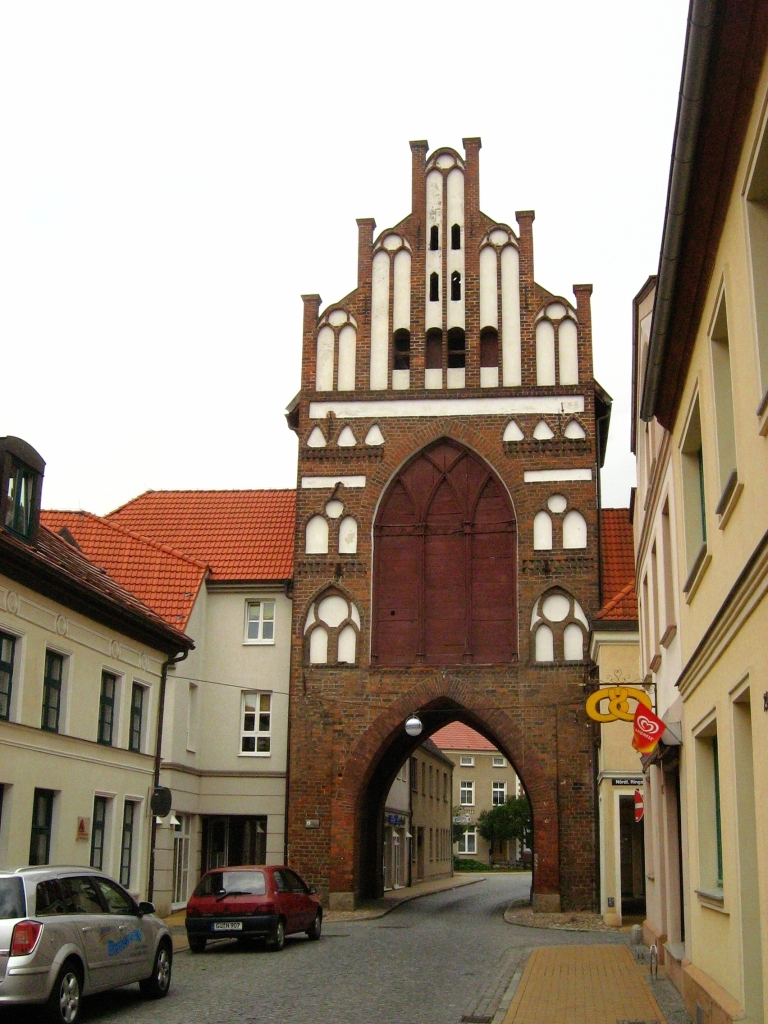
Brama Rostocka
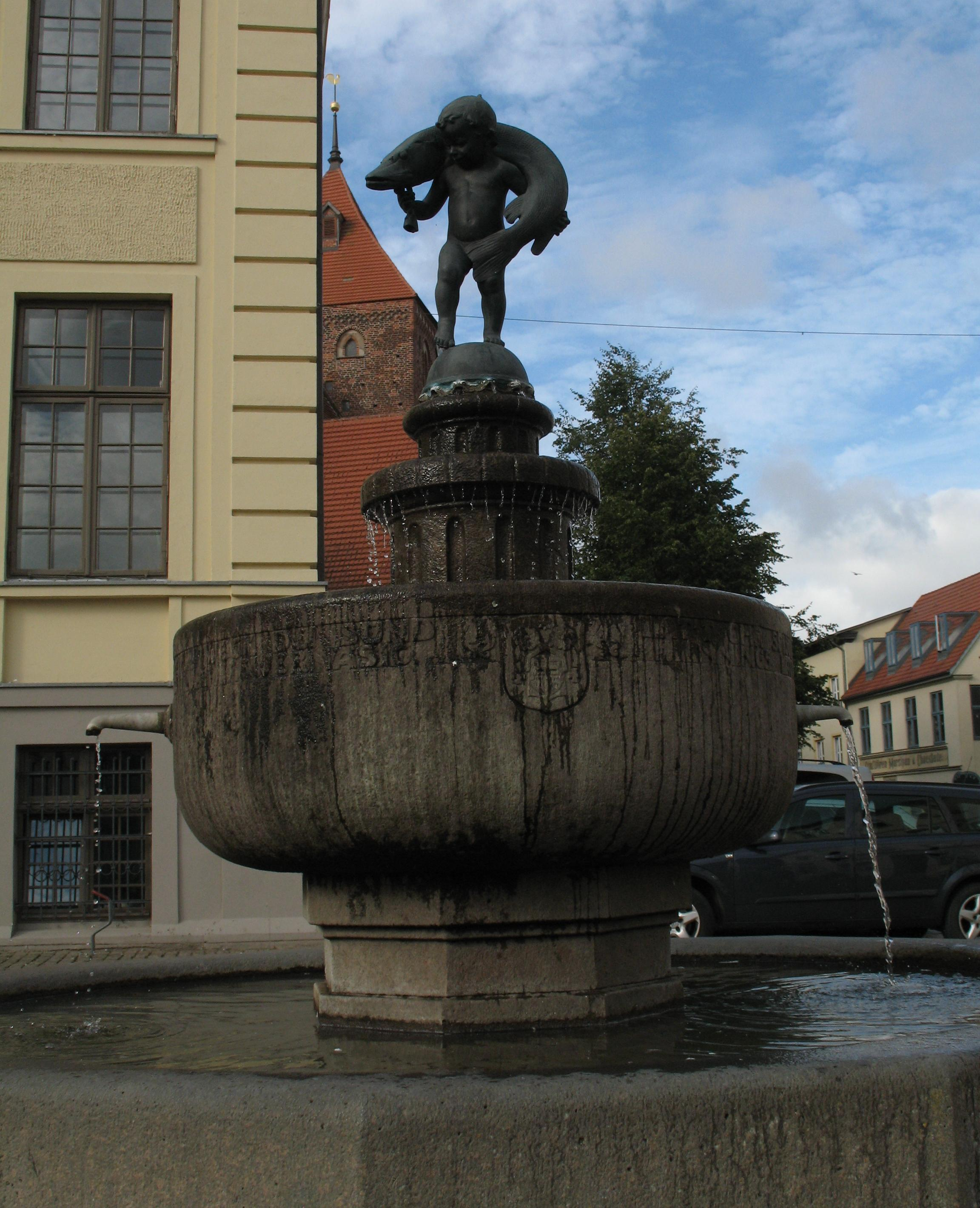
Fontanna
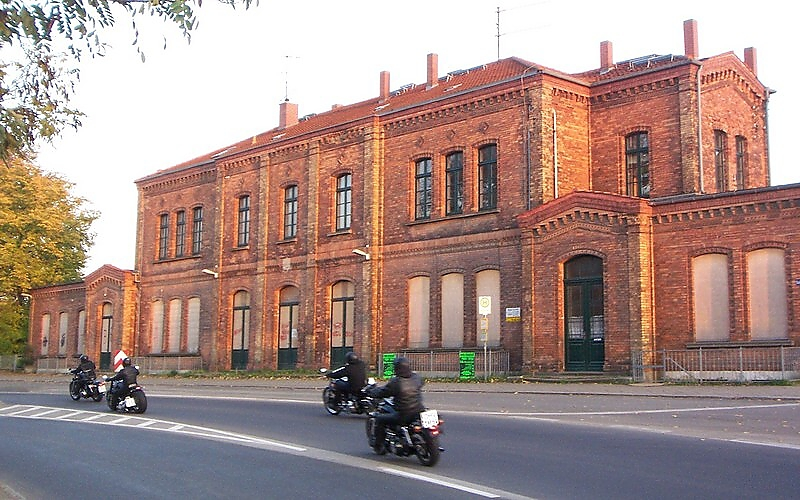
Dworzec kolejowy
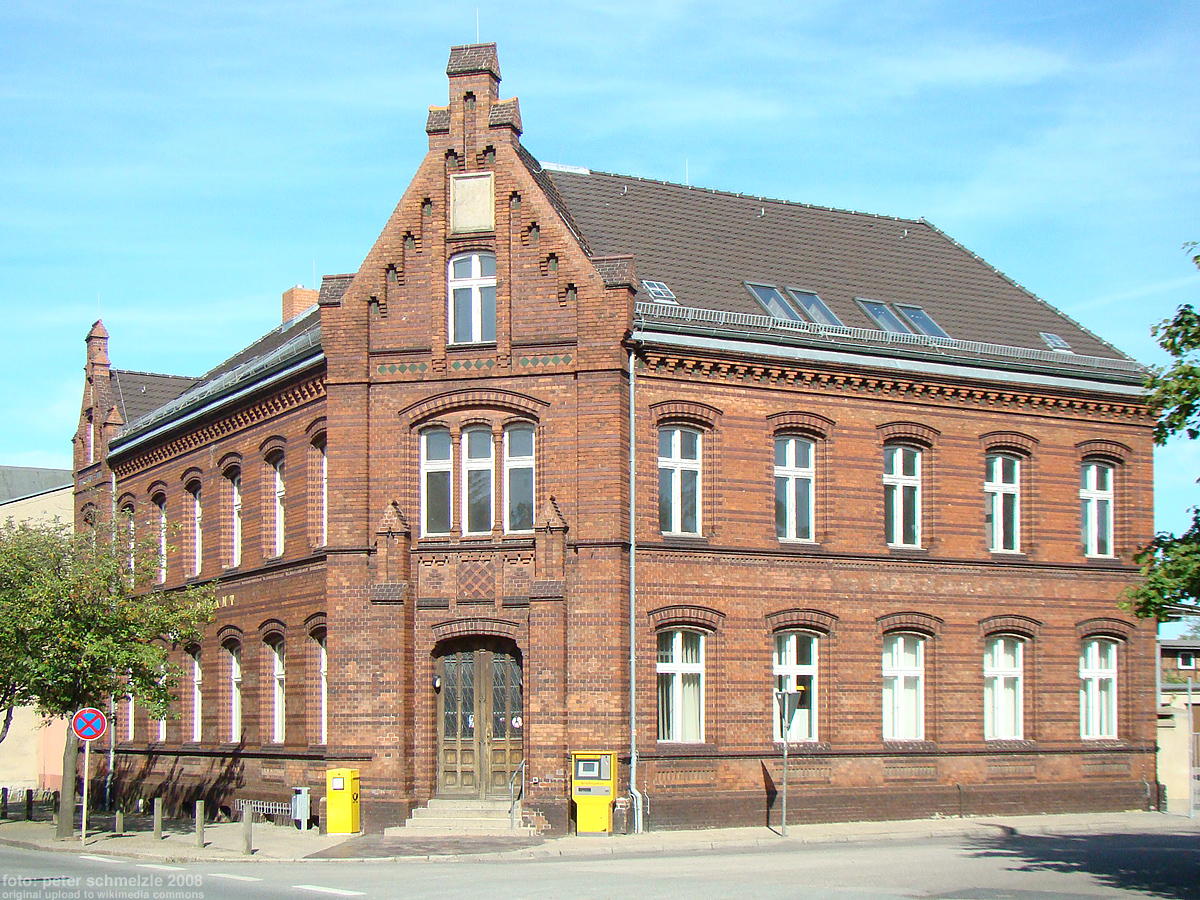
Gmach poczty

## Demografia
Zmiany populacji miasta od 1340 do 2017 roku:

## Sport
Na tutejszej Bergring Arenie odbywają się zawody Grand Prix Niemiec na żużlu z cyklu Grand Prix indywidualnych mistrzostw świata na żużlu.

## Współpraca międzynarodowa

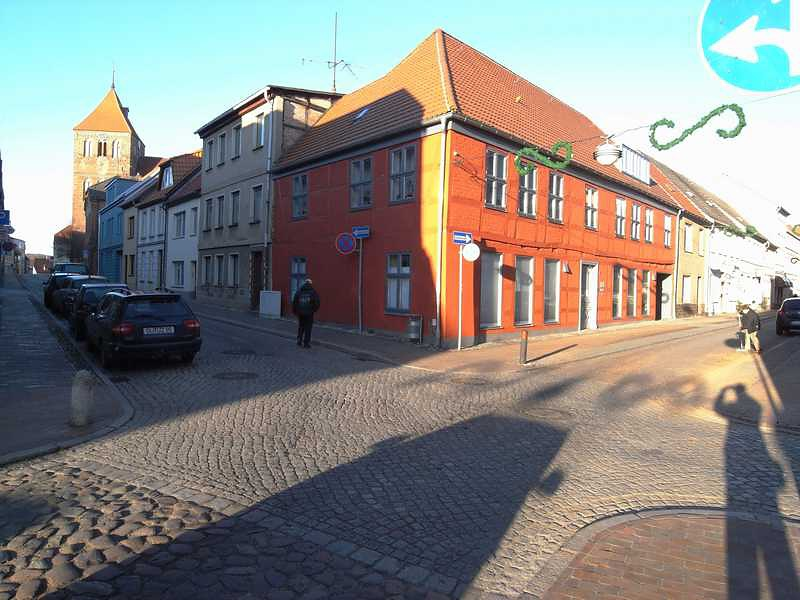
Stare miasto w Teterow

- Bad Segeberg, Szlezwik-Holsztyn[5]
- Białogard[5]
- Kunszentmárton[5]
- Scheeßel, Dolna Saksonia[5]
- Szawle[5]
- Sjöbo[5]